# Bahnhof Petershagen Nord
Der Bahnhof Petershagen Nord ist ein Haltepunkt an der Ostbahn in der Gemeinde Petershagen/Eggersdorf im Landkreis Märkisch-Oderland östlich von Berlin. Er wird von der Linie S5 der S-Bahn Berlin bedient. Die Bahnstation besteht seit 1944. Sie wurde zunächst Giebelsee genannt. Der Haltepunkt wurde 1967 in Petershagen Nord umbenannt.

## Lage
Der Bahnhof befindet sich im Ortsteil Petershagen der Gemeinde Petershagen/Eggersdorf im Landkreis Märkisch-Oderland, ca. einen Kilometer nordöstlich des alten Ortskerns von Petershagen. Das Stadtzentrum von Berlin befindet sich rund 27 km weiter westlich. Die Station grenzt an die Lessingstraße und die Kreisstraße 6422. Zu beiden Seiten der Bahnstrecke befindet sich ausgedehnte Siedlungsbebauung mit Ein- und Zweifamilienhäusern. Der Bahnhof Fredersdorf (b Berlin) liegt ca. 2 km westlich und der Bahnhof Strausberg 3 km östlich. Der Haltepunkt befindet sich im Tarifbereich Berlin C des Verkehrsverbundes Berlin-Brandenburg.
Unweit des Bahnhofs liegen zwei kleine Seen beiderseits der Bahnstrecke, der Große und der Kleine Giebelsee. Den Namen Giebelsee trug die Station bis 1967.

## Geschichte
Am 15. September 1872, sieben Jahre nach der Eröffnung der Ostbahn, wurde ein Bahnhof namens Petershagen wenige hundert Meter nordwestlich des alten Dorfkerns eröffnet. Dabei handelt es sich um den heutigen Bahnhof Fredersdorf (b Berlin) in der Gemarkung Fredersdorf. Bereits zwei Jahre nach Eröffnung, zum 1. Januar 1875, wurde die Station von Petershagen in Fredersdorf umbenannt. Anlass der Umbenennung war, dass sich die Gemeinde Petershagen geweigert hatte, einen Verletzten auf dem Bahnhof zu versorgen und auf die Fredersdorfer Zuständigkeit verwies.

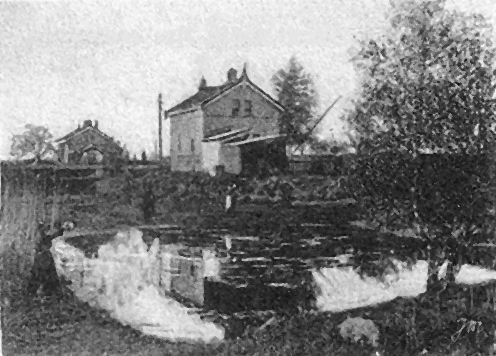
Blick über den kleinen Giebelsee auf die Blockstation Petershagen um 1903

Um 1890 wurde am Bahnübergang in der heutigen Lessingstraße und der Eggersdorfer Straße eine Blockstation errichtet. Diese Anlage bestehend aus zwei baugleichen Bahnwärterhäusern, welche sich links und rechts der Gleise befanden, regelten den Zugverkehr zwischen Fredersdorf und Strausberg. Diese Bauwerke sicherten den Standort eines eigenen Haltepunktes in den kommenden Jahrzehnten. Beide Bahnwärterhäuser stehen heute noch, einmal als Wohnhaus umfunktioniert in der Eggersdorfer Straße und als Café (Carl’s Café) auf dem Bahnhofsvorplatz an der Lessingstraße.
Im Jahr 1919 erhielt Petershagen den Haltepunkt Petershagen (b Berlin) an der Bahnstrecke Fredersdorf–Rüdersdorf. Personenverkehr bestand auf dieser Strecke bis 1965.
In der ersten Hälfte des 20. Jahrhunderts entstand östlich des Petershagener Dorfkerns nach und nach eine umfangreiche Siedlungsbebauung. Auch im Bereich der Giebelseen entstanden Wohnhäuser. Anfang der 1930er Jahre wurden dort weitere Siedlungshäuser errichtet. 1944 wurden auf der Strecke der Ostbahn zwischen Mahlsdorf und Strausberg die Vorort- und Ferngleise getrennt. Dabei wurde auch in Petershagen ein neuer Bahnhof an der Vorortstrecke eröffnet. Er trug zuerst den Namen Giebelsee. Die Station wurde stets nur von Vorortzügen bzw. der S-Bahn genutzt.
1948 wurde die Vorortstrecke bis Strausberg elektrifiziert. Am 31. Oktober 1948 fuhr die erste S-Bahn die Station an, seit Oktober 1949 verkehrt sie alle 20 Minuten. Seit 28. Mai 1967 heißt der Haltepunkt Petershagen Nord. Den Zusatz Nord erhielt er wegen des früheren zweiten vorhandenen Bahnhofes Petershagen (b Berlin) an der Rüdersdorfer Strecke.
Ende 2022 konnte der von der Gemeinde neu gestaltete Bahnhofsvorplatz freigegeben werden. Entstanden sind zwei überdachte Bussteige, ein Warteplatz für den Rufbus, überdachte Fahrradabstellanlagen, ein öffentliches WC sowie neue Gehwege und Außenanlagen. Der vorhandene P&R-Parkplatz wurde erweitert. Mit Förderung des Landes und des Landkreises wurden hierfür rund 1,3 Millionen Euro investiert.

## Anlagen

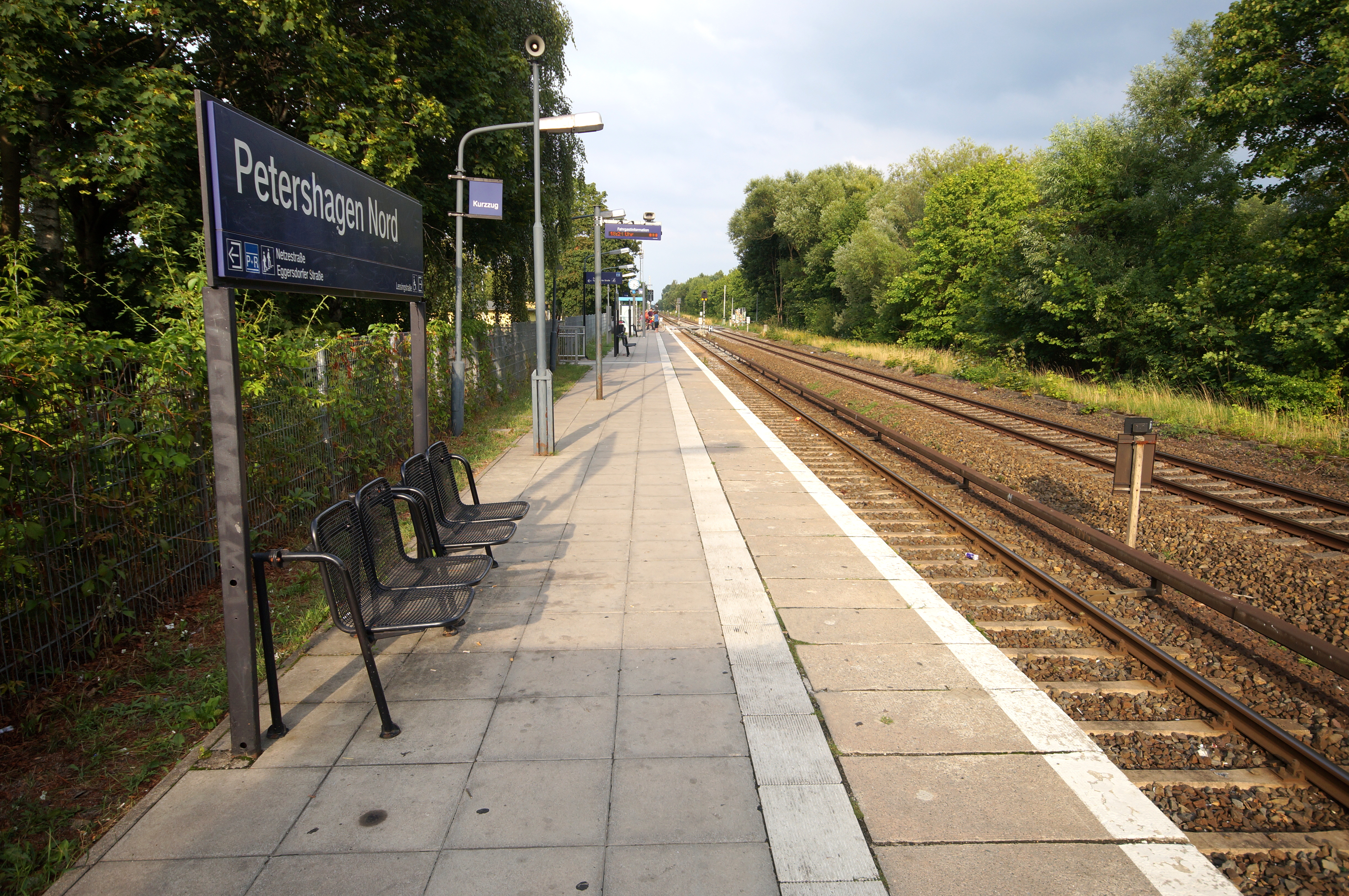
Der einzige heute verbliebene Bahnsteig

Die 1944 neu gebaute Vorortstrecke von Mahlsdorf nach Strausberg war zweigleisig ausgeführt, der heutige Seitenbahnsteig ein beidseitig angefahrener Inselbahnsteig. Die Station wurde damals als Bahnhof der IV. Klasse geführt.
Nach dem Zweiten Weltkrieg wurde die Vorortstrecke eingleisig elektrifiziert, das nördliche Bahnsteiggleis wurde entfernt. Am 31. Oktober 1948 verkehrte erstmals ein elektrischer S-Bahn-Zug, die Station ist seitdem nur noch ein Haltepunkt. Sie weist nach wie vor nur ein Bahnsteiggleis auf und ist barrierefrei. Der Ortskern von Petershagen ist über einen Fußgängertunnel angebunden.
Südlich der S-Bahn-Strecke liegt die Fernbahnstrecke, die nur noch vom Regional- und Güterverkehr genutzt wird. Sie ist eingleisig, das zweite Gleis wurde nach 1945 abgebaut. Eine Betriebsstelle gibt es dort im Bereich Petershagen nicht.

## Anbindung

### Schienenverkehr
| Linie | Verlauf | Takt   |
| ----- | --- | ------ |
|       | Westkreuz – Charlottenburg – Savignyplatz – Zoologischer Garten – Tiergarten – Bellevue – Hauptbahnhof – Friedrichstraße – Hackescher Markt – Alexanderplatz – Jannowitzbrücke – Ostbahnhof – Warschauer Straße – Ostkreuz – Nöldnerplatz – Lichtenberg – Friedrichsfelde Ost – Biesdorf – Wuhletal – Kaulsdorf – Mahlsdorf – Birkenstein – Hoppegarten – Neuenhagen – Fredersdorf – Petershagen Nord – Strausberg – Hegermühle – Strausberg Stadt – Strausberg Nord | 20 min |

### Busverkehr
Alle Buslinien, die den S-Bahnhof Petershagen Nord bedienen, werden von der Märkisch-Oderland Bus GmbH, einem Unternehmen der transdev, betrieben. Sie halten alle am Ende 2022 neu eröffneten Busbahnhof, davor hielten sie an einer einfachen Bushaltestelle weiter weg vom Bahnhof.
| Linie | Verlauf                                                                   | Takt          |
| ----- | ------------------------------------------------------------------------- | ------------- |
| 931   | Strausberg – S Petershagen Nord – Altlandsberg – Strausberg               | Einzelfahrten |
| 932   | S Petershagen Nord – Eggersdorf-Nord – Eggersdorf-Nord – S Strausberg Bhf | 60 min        |
| 933   | Strausberg – S Petershagen Nord – Fredersdorf – Altlandsberg              | Einzelfahrten |
| 948   | S Petershagen Nord – Bruchmühle – S Fredersdorf                           | 20/60 min     |
| 949   | S Petershagen Nord – S Fredersdorf – S Neuenhagen                         | 20/60 min     |
| R933  | S Petershagen Nord – Bruchmühle – Radebrück – Altlandsberg (Rufbus)       | 120 min       |